# Britha brithodes
Britha brithodes là một loài bướm đêm trong họ Erebidae.